# 蜂須賀随子
蜂須賀 随子（はちすか よりこ、嘉永7年閏7月5日（1854年8月28日） - 大正12年（1923年）10月4日）は、旧阿波国徳島藩主・侯爵蜂須賀茂韶の妻。

## 生涯
常陸水戸藩主・徳川慶篤の長女として江戸小石川の藩邸に生まれる。母は線宮幟子女王（有栖川宮幟仁親王女）。初名は随姫。華族女学校に学び、和歌を間宮八十子、小杉榲邨、松浦正明に学ぶ。
明治14年（1881年）、28歳の時、旧徳島藩主・蜂須賀茂韶の継妻となる。蜂須賀年子の著書『大名華族』によるとこの時、茂韶には11人の側室がおり、随子は嫁ぐに際して11人すべてに暇を出すことを条件に出したという。また、随子はかつて松平大和守と婚約していたため、「二夫にまみえず」の女訓から肉体関係を持つことを拒み、侍女として萩原きょうという美女を連れて嫁ぎ、自分の身代わりとして扱うよう求めたという。
結婚前に側室より生まれていた蜂須賀正韶の嫡母として遇され、正韶の妻には随子の縁で徳川慶喜の娘・筆子（随子の従妹）が迎えられた。また明治18年（1885年）に清水徳川家当主・徳川篤守の娘・貞子（随子の姪）を養子にする。歌集に『千尋のみどり』がある。大正12年（1923年）に没する。享年70。
なお、随子の最初の婚約者は、蜂須賀年子の『大名華族』では「松平大和守」とあり、川越藩松平家かと思われるが、明治初め頃に作成されたと思われる『常陸水戸徳川家譜』では、「松平定教室」とある。『平成新修旧華族家系大成』によると桑名藩主・松平定敬の正室であり、明治12年（1879年）に離婚したとされているが、これは松平定教との混同と思われる。